# Barsy (Belgique)
Pour les articles homonymes, voir Barsy.
Barsy est un petit village belge, anciennement hameau de la commune de Flostoy, situé en Wallonie dans la commune de Havelange et la province de Namur.
Le village est traversé par le ruisseau d'Ossogne appelé aussi ruisseau de Barsy.

## Patrimoine
Le manoir de Froidefontaine est un bien classé.